# Earl Fields Memorial Airport

i7
i11
i13
Der Earl Fields Memorial Airport (IATA-Code: POF, ICAO-Code: KPOF), auch Poplar Bluff Municipal Airport genannt, ist ein öffentlicher Flughafen rund sechs Kilometer östlich der Innenstadt von Poplar Bluff (Missouri).